# بورکیخان
بورکیخان (به لاتین: Burkikhan) یک منطقهٔ مسکونی در روسیه است که در شهرستان آگولسکی واقع شده‌است.